# LOVE TRAIN (浜田省吾のアルバム)
『LOVE TRAIN』（ラブ・トレイン）は、1977年5月21日に発売された浜田省吾の2枚目のアルバム。

## 概要
キャッチコピーは『せつなくも胸おどるメロディと詩の世界。浜田省吾セカンド・アルバム。』。
最初のアルバム『生まれたところを遠く離れて』がまったく売れず、前作のようなヘビーな曲ではなく、愛奴時代のようなポップな曲を作るという方向性で制作されたアルバムである。
本人曰く「トラックダウンが気に入らなくて、3ヶ月間、聴かなかった。今思えばすごくいい曲があると思う。もう絶対に書けないような初々しい少年の歌詞。曲はいいんだけど、音が悪くて、声も妙に甘ったるい」と語っている。
レコードにはクレジットされていないが、ドラムは村上秀一、ベースは岡沢章、パーカッションは斉藤ノブが参加している。

## セルフカバー
「五月の風に」以外の9曲は、後にすべてリメイクされている。
- 「雨の日のささやき」「恋に気づいて」「行かないで」 - アルバム『初夏の頃 〜IN EARLY SUMMER〜』（1997年）収録。
- 「君に会うまでは」「君の微笑」 - アルバム『Sand Castle』（1983年）収録。
- 「愛のかけひき」 - アルバム『EDGE OF THE KNIFE』（1991年）収録。
- 「ラブ・トレイン」 - シングル「Good Night Angel/Love Train」[2][注 1]（2018年）収録。
- 「ラストダンス」 - アルバム『Wasted Tears』（1989年）収録。
- 「悲しみ深すぎて」- アルバム『その永遠の一秒に』（1993年）収録。

## アルバムジャケット
ラガーシャツに短パンとスニーカー、長髪にサングラスという今では考えられないアルバムジャケットに対し、浜田は「誰があんな格好させたんだ?」「あれは一体何のスポーツをやっている奴なんだ?」とライブなどでネタにしている。

## 記録
1996年時点での累計売上は207,462枚（アナログ盤・CD・カセットを合わせた総計）。

## 収録曲

### LP盤
| 全作詞・作曲: 浜田省吾、全編曲: EDISON。 |                      |          |            |      |
| #                                        | タイトル             | 作詞     | 作曲・編曲 | 時間 |
| 1.                                       | 「雨の日のささやき」 | 浜田省吾 | 浜田省吾   | 3:55 |
| 2.                                       | 「恋に気づいて」     | 浜田省吾 | 浜田省吾   | 3:26 |
| 3.                                       | 「君に会うまでは」   | 浜田省吾 | 浜田省吾   | 3:39 |
| 4.                                       | 「愛のかけひき」     | 浜田省吾 | 浜田省吾   | 3:32 |
| 5.                                       | 「君の微笑」         | 浜田省吾 | 浜田省吾   | 5:23 |
| 合計時間:                                | 合計時間:            | 19:55    |            |      |

| 全作曲: 浜田省吾、全編曲: EDISON。 |                    |            |            |      |
| #                                  | タイトル           | 作詞       | 作曲・編曲 | 時間 |
| 1.                                 | 「ラブ・トレイン」 | 松本隆     | 浜田省吾   | 3:44 |
| 2.                                 | 「ラストダンス」   | 浜田省吾   | 浜田省吾   | 5:06 |
| 3.                                 | 「五月の風に」     | 伊藤アキラ | 浜田省吾   | 3:23 |
| 4.                                 | 「悲しみ深すぎて」 | 浜田省吾   | 浜田省吾   | 3:07 |
| 5.                                 | 「行かないで」     | 浜田省吾   | 浜田省吾   | 5:32 |
| 合計時間:                          | 合計時間:          | 合計時間:  | 20:52      |      |

### CD盤
| 全作曲: 浜田省吾、全編曲: EDISON。 |                      |            |            |      |
| #                                  | タイトル             | 作詞       | 作曲・編曲 | 時間 |
| 1.                                 | 「雨の日のささやき」 | 浜田省吾   | 浜田省吾   | 3:55 |
| 2.                                 | 「恋に気づいて」     | 浜田省吾   | 浜田省吾   | 3:26 |
| 3.                                 | 「君に会うまでは」   | 浜田省吾   | 浜田省吾   | 3:39 |
| 4.                                 | 「愛のかけひき」     | 浜田省吾   | 浜田省吾   | 3:32 |
| 5.                                 | 「君の微笑」         | 浜田省吾   | 浜田省吾   | 5:23 |
| 6.                                 | 「ラブ・トレイン」   | 松本隆     | 浜田省吾   | 3:44 |
| 7.                                 | 「ラストダンス」     | 浜田省吾   | 浜田省吾   | 5:06 |
| 8.                                 | 「五月の風に」       | 伊藤アキラ | 浜田省吾   | 3:23 |
| 9.                                 | 「悲しみ深すぎて」   | 浜田省吾   | 浜田省吾   | 3:07 |
| 10.                                | 「行かないで」       | 浜田省吾   | 浜田省吾   | 5:32 |
| 合計時間:                          | 合計時間:            | 合計時間:  | 40:47      |      |

## 楽曲解説
1. 雨の日のささやき
2. 恋に気づいて
3. 君に会うまでは
  - 先行シングル「ラブ・トレイン」のB面曲。浜田が自身の結婚式で歌ったという。後に斉藤和義やつるの剛士がカバーしている。
4. 愛のかけひき
1976年10月21日に発売された2ndシングル。シングル・バージョンは高中正義がアレンジを手掛けており、こちらはアルバム・バージョンである。
5. 君の微笑
  - 歌詞違いの未発表曲「愛に形があれば」がある。
6. ラブ・トレイン
  - 1977年4月21日にアルバムからの先行シングルとして発売された。松本隆（元はっぴいえんど）が作詞を手掛けている。
7. ラストダンス
  - 現在もコンサートのアンコールでよく歌われる。原曲は未発表曲の「ボクサー」という曲。
8. 五月の風に
9. 悲しみ深すぎて
  - 1993年9月発売のアルバム『その永遠の一秒に』にセルフカバー収録された。
10. 行かないで

## 参加ミュージシャン
- Drums：村上秀一
- Bass：小原礼・岡沢章
- Keyboard：EDISON
- Electric Guitar：大村憲司・安川ひろし
- Acoustic Guitar：吉川忠英・矢島賢・笛吹利明
- Percussion：斉藤ノブ
- Backing Vocal：町支寛二